# چنگ‌مرغ والا
چنگ‌مرغ والا (نام علمی: Menura novaehollandiae) نام یک گونه از سرده چنگ‌مرغ‌ها است.